# افتادگی پا

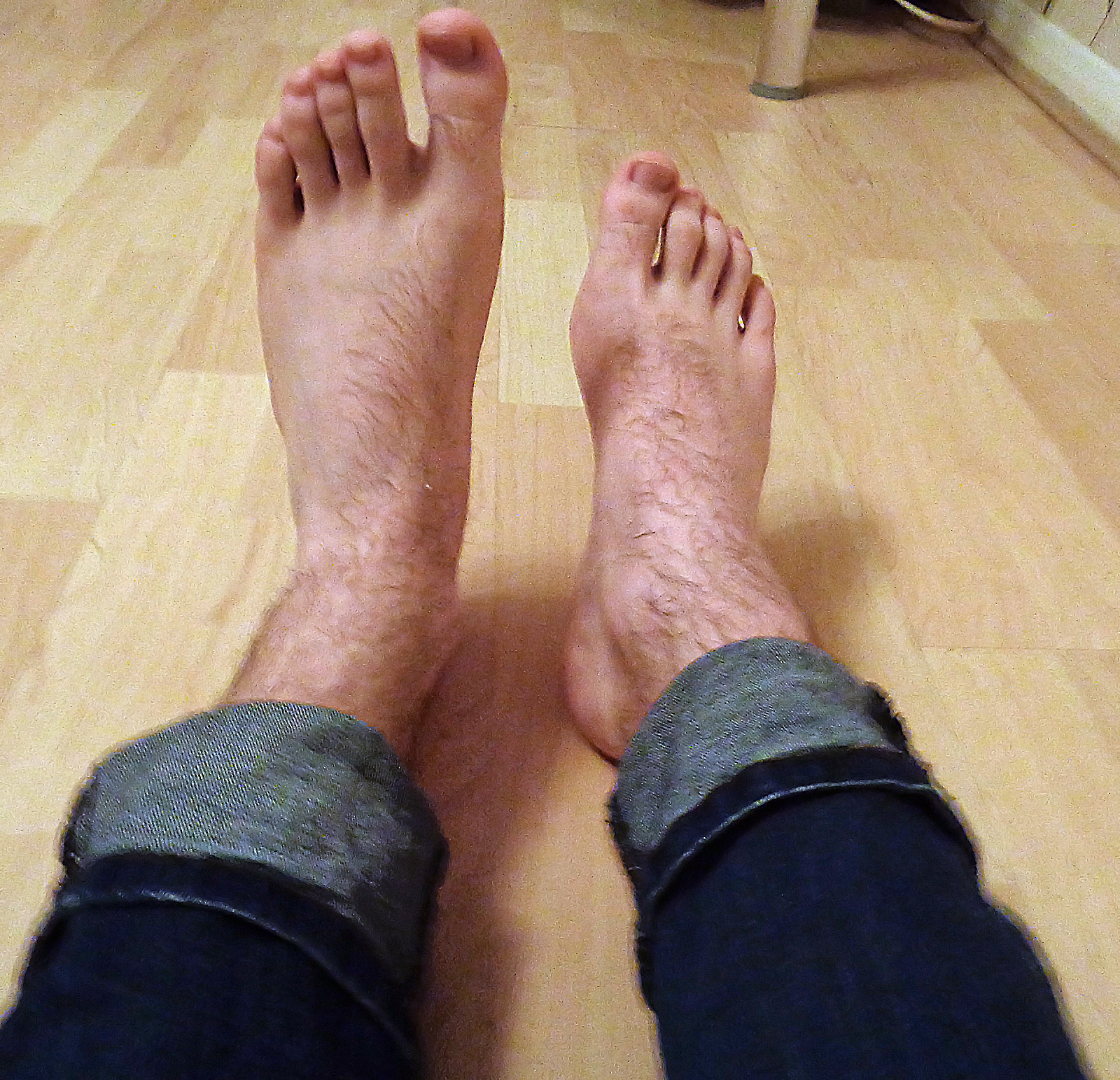
در این‌جا نشان داده شده که پای راست به دلیل ضعف ماهیچهٔ تیبیالیس قدامی می‌افتد در حالی‌که پای چپ به‌طور طبیعی بالا می‌رود.

افتادگی پا یک نوع اختلال در راه رفتن است که در آن پنجهٔ پا به دلایل مخلتفی در هنگام راه رفتن افتادگی پیدا می‌کند؛ این دلایل عبارت اند از ضعف، تحریک یا آسیب عصب فیبالی مشترک، از جمله عصب سیاتیک، یا فلج ماهیچه‌های بخش قدامی پایین پا. این اختلال معمولاً به خودی خود یک بیماری جداگانه محسوب نمی‌شود و علامت مشکلی بزرگ‌تر است؛ افتادگی پا با عدم توانایی یا اختلال در توانایی بلند کردن انگشتان پا یا خم کردن مچ به داخل (دورسی‌فلکشن) مشخص می‌شود؛ افتادگی پا ممکن است بسته به میزان ضعف یا فلج ماهیچه موقتی یا دائمی باشد. این اختلال می‌تواند در یک یا هر دو پا رخ دهد؛ هنگام راه رفتن پایی که از زمین بلند شده کمی در زانو خم شده تا مانع از کشیده شدن پا بر روی زمین شود.
افتادگی پا می‌تواند به دلیل آسیب عصبی به تنهایی یا همراه با ترومای ماهیچه‌ها یا نخاع، آناتومی غیرطبیعی، سموم یا بیماری رخ دهد؛ سموم شامل ترکیبات ارگانوفسفره است که به عنوان آفت‌کش‌ها و مواد شیمیایی در جنگ استفاده می‌شود؛ این سم می‌تواند موجب آسیب بیشتر به بدن مانند اختلال نوروژنیکی به نام پلی‌نورپاتی تأخیر یافتهٔ ناشی از ارگانوفسفره شود. این اختلال باعث از دست رفتن عملکرد مسیرهای عصبی حرکتی و حسی میشود. افتادگی پا در این مورد می‌تواند به دلیل فلج ناشی از اختلال عملکرد عصبی باشد؛ بیماریهایی که میتوانند باعث افتادگی پا شوند عبارت اند از آسیب (تروما) به بخش پوسترولترال (خلفی جانبی) نازک‌نی، سکتهٔ مغزی، اسکلروز جانبی آمیوتروفیک، دیستروفی ماهیچه‌ای، فلج اطفال، بیماری شارکو-ماری-توث، تصلب بافت چندگانه (اِم اِس)، فلج مغزی، پاراپلژی اسپاسمی ارثی، نشانگان گیلن باره، میوپاتی دیستال ولاندر، و آتاکسی فردریش. همچنین ممکن است به علت جراحی تعویض مفصلی یا جراحی بازسازی لگن زانو رخ دهد؛
روشهای نوین برای برطرف کردن افتادگی پا استفاده از fes است که چندین سال در دنیا رواج پیدا کرده است و جدیداً دستگاهی به نام تیوان T102در ایران برای کمک به این بیماران و فوت دراپ عرضه شده است

## علائم و نشانه‌ها
افتادگی پا با راه رفتن استپاژ مشخص می‌شود. افراد مبتلا به این وضعیت در حال راه رفتن انگشتان پای خود را بر روی زمین می‌کشند و زانوان را خم می‌کنند تا پا بالاتر از حد طبیعی قرار گرفته و از کشیده شدن انگشتان بر روی زمین جلوگیری شود. این امر باعث می‌شود تا پا به قدر کافی از سطح زمین بلند شود تا انگشتان پا بر زمین کشیده نشوند و از ضربه خوردن پنجه و افتادگی جلوگیری شود؛ برای تطبیق حرکت فرد ممکن است در پای مخالف بر روی انگشتان پا راه برود و ران را بیش از حد بالا آورد (مانند بالا رفتن از پله‌ها). دیگر انواع راه رفتن نیز ممکن است نشان‌گر افتادگی پا باشند.
بیماران با اختلالات دردناک حسی (dysesthesia) در کف پا نیز ممکن است راه رفتن مشابهی تجربه کنند با وجود این‌که دچار افتادگی پا نیستند؛ به دلیل درد شدیدی که در پای خود حتی در اثر کم‌ترین فشارها حس می‌کنند طوری راه می‌روند انگار پابرهنه بر روی شن داغ راه می‌روند.

## پاتوفیزیولوژی

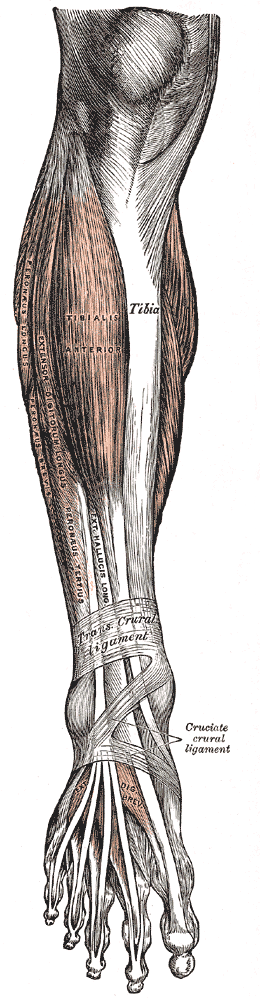
آناتومی بخش پایین پای انسان

دلایل افتادگی پا، همچون دلایل دیگر ضایعات عصبی، باید در مرحلهٔ اول از طریق یک رویکرد محلی متمرکز مورد بررسی قرار گرفته شوند. بیشتر اوقات افتادگی پا در نتیجهٔ اختلالات عصبی رخ می‌دهد و به ندرت پیش می‌آید که ماهیچه دچار بیماری باشد یا کارکردش را از دست داده باشد. منشأ نارسایی عصبی می‌تواند مرکزی (مغز یا نخاع) یا محیطی (اعصابی که از نخاع به ماهیچه یا گیرنده‌های حسی متصل هستند) باشد.
افتادگی پا به ندرت نتیجهٔ آسیب‌شناسی شامل ماهیچه‌ها یا استخوان‌های بخش پایین پا است. ماهیچهٔ تیبیالیس قدامی که پا را بلند و جمع می‌کند نقش مهمی در دورسی‌فلکشن دارد. با این حال فیبولاریس ترتیوس، ماهیچهٔ دراز بازکنندهٔ انگشتان پا و ماهیچهٔ دراز بازکنندهٔ شست پا در دورسی‌فلکشن نقش مهمی دارند. اگر افتادگی پا ناشی از اختلال عصبی باشد تمامی ماهیچه‌های مذکور می‌توانند تحت تأثیر قرار بگیرند زیرا همگی توسط عصب فیبالی (پرونئال) عمقی که از عصب سیاتیک شاخه می‌گیرد، عصب‌رسانی می‌شوند. عصب سیاتیک از شبکهٔ کمری خارج می‌شود و ریشهٔ آن در پنجمین فضای عصبی کمری است.
گاهی اوقات حالت اسپاسمی در ماهیچه‌های مقابل تیبیالیس قدامی (ماهیچهٔ دوقلو و ماهیچهٔ نعلی) در حضور افتادگی پا وجود دارد که باعث می‌شود آسیب‌شناسی پیچیده‌تر شود. افتادگی پا همراه با درجه‌های مختلفی از ضعف است که با توجه به شورای تحقیقات پزشکی به شرح زیر است:
- ۰ = فلج کامل
- ۱ = انقباض به صورت لرزشی
- ۲ = انقباض، تنها در شرایط بدون گرانش
- ۳ = انقباض، تنها در برابر گرانش
- ۴ = انقباض، در برابر گرانش و کمی مقاومت
- ۵ = انقباض، در برابر مقاومت قدرتمند (قدرت طبیعی)

افتادگی پا با ضربه زدن پا تفاوت دارد. گرچه این دو اغلب هم‌زمان رخ می‌دهند. در ضربه زدن پا با هر برخورد اولیهٔ پا به زمین صدای ضربه به وضوح شنیده می‌شود.
اگر درمان به صورت سیستماتیک باشد، افتادگی پا می‌تواند به دلیل آسیب در مناطق زیر باشد (از محیطی به مرکزی):
1. بیماری عصبی عضلانی؛
2. عصب پرونئال (رایج) — شیمیایی، مکانیکی، بیماری؛
3. عصب سیاتیک — آسیب مستقیم، مشکلات درمان‌زاد؛
4. شبکهٔ کمری‌خاجی؛
5. ریشهٔ عصب L5 (رایج است، به خصوص در مورادی که درد پشت به پا سرایت می‌کند)؛
6. نشانگان دم‌اسب، که به علت آسیب به ریشه‌های عصبی در داخل کانال نخاعی در قسمت خلفی تا انتهای طناب نخاع است؛
7. طناب نخاعی (به ندرت منجر به افتادگی پای تنها می‌شود) — فلج‌اطفال، تومور؛
8. مغز (غیررایج، اما اغلب نادیده گرفته می‌شود) — سکتهٔ مغزی، حملهٔ ایسکمی گذرا، تومور؛
9. ژنتیک (بیماری شارکو-ماری-توث و نوروپاتی ارثی با استعداد تبدیل به فلج فشاری)؛
10. دلایل غیرارگانیک.

اگر ریشهٔ عصب L5 درگیر باشد، شایع‌ترین دلیل افتادگی پا فتق دیسک بین‌مهره‌ای است. سایر دلایل افتادگی پا عبارت اند از دیابت (به علت نوروپاتی محیطی عمومی)، تروما، بیماری نورون حرکتی، واکنش نامطلوب به دارو یا الکل و تصلب بافت چندگانه (اِم اِس).

## چرخهٔ راه رفتن
افتادگی پا یا افتادن پا اصطلاحاتی هستند که اختلالات عصبی عضلانی غیرطبیعی را توصیف می‌کنند که بر توانایی بیمار برای بالا بردن پا در مچ پا تأثیر می‌گذارد. افتادگی پا با ناتوانی در جمع کردن مچ پا (دورسی‌فلکشن) یا ناتوانی حرکت مچ پا به سمت داخل و خارج مشخص می‌شود؛ بنابراین چرخهٔ راه رفتن طبیعی تحت تأثیر افتادگی پا قرار می‌گیرد.
چرخهٔ راه رفتن طبیعی به شرح زیر است:
- فاز سوئینگ (گام‌برداری): دورهٔ زمانی که پا در تماس با زمین نیست. در مواردی که پا هرگز زمین را ترک نمی‌کند (کشیدن پا بر روی زمین) می‌توان این فاز را به عنوان مرحله‌ای تعریف کرد که تمام قسمت‌های پا در حرکت رو به جلو است.
- تماس اولیه: زمانی در چرخهٔ راه رفتن که پا برای اولین بار با زمین تماس پیدا می‌کند که نشان‌دهندهٔ آغاز مرحلهٔ استانس (گام‌گذاری) است. پیشنهاد شده است که از اصطلاح قدیمی‌تر تماس پاشنه در تجزیه‌وتحلیل بالینی چرخهٔ حرکت استفاده نشود زیرا در بسیاری از موارد تماس اولیه توسط پاشنهٔ پا صورت نمی‌گیرد. پیشنهاد می‌شود که از اصطلاح تماس اولیه یا برخورد پا استفاده شود.
- تماس نهایی: زمانی در چرخهٔ راه رفتن که پا زمین را ترک می‌کند که نشان‌دهندهٔ پایان فاز استانس یا آغاز فاز سوئینگ است. گاه به آن مرحلهٔ بلند شدن پا نیز گفته می‌شود. اما نباید به‌طور کلی از اصطلاح بلند شدن انگشتان پا استفاده کرد زیرا مواردی وجود دارند که انگشتان پا آخرین بخش از پا نیست که از زمین بلند می‌شود.

چرخهٔ راه رفتن با افتادگی پا کمی تفاوت دارد:
- فاز سوئینگ: اگر پای در حال حرکت پایی باشد که دارای افتادگی پا است، مفصل زانو بیشتر خم خواهد شد تا ناتوانی در دورسی‌فلکشن جبران شود. این مسئله باعث می‌شود شکل راه رفتن شبیه بالا رفتن از پله شود.
- تماس اولیه: تماس اولیهٔ پای در حال حرکت (در صورت وجود افتادگی پا در همان پا) دارای تماس طبیعی پاشنه-پنجه (انگشتان) نخواهد بود. در عوض ممکن است پا به صورت ضربه‌ای با زمین برخورد کند یا این‌که تمام سطح پا به یک‌باره بر روی زمین قرار گیرد.
- تماس نهایی: تماس نهایی در افراد دارای افتادگی پا نیز با حالت طبیعی متفاوت است. از آن‌جایی که این افراد دچار ضعف در پای مبتلا به این اختلال هستند، شاید توانایی تحمل وزن بدن خود را نداشته باشند. اغلب از واکر یا عصا برای کمک به این مسئله استفاده می‌شود.

افتادگی پا به ناتوانی در دورسی‌فلکشن، اِوِرژن (حرکت مچ پا به سمت خارج) یا اینورژن (حرکت مچ پا به سمت داخل) گفته می‌شود؛ بنابراین هنگامی که به چرخهٔ راه رفتن نگاه می‌شود، بخشی از چرخه که بیشترین دورسی‌فلکشن در آن رخ می‌دهد فاز تماس اولیه یا تماس پاشنه (حدود ۱۰ درصد از کل چرخه) و کل فاز سوئینگ (حدود ۶۰ درصد از کل چرخه) است. افتادگی پا جزو ناهنجاری‌های چرخهٔ راه رفتن است.
روشهای نوین برای برطرف کردن افتادگی پا استفاده از fes است که چندین سال در دنیا رواج پیدا کرده است و جدیداً دستگاهی به نام تیوان T102در ایران برای کمک به این بیماران و فوت دراپ عرضه شده است این دستگاه مد بایوفیدبک دارد و می‌تواند به بیمار آموزش راه رفتن را یاد بدهد.

## تشخیص
تشخیص اولیه اغلب در معاینهٔ فیزیکی معمول انجام می‌شود. چنین تشخیصی می‌تواند توسط یک متخصص پزشکی مانند یک فیزیاتریست، فیزیوتراپیست، نورولوژیست (متخصص مغز و اعصاب)، جراح ارتوپد یا جراح مغز و اعصاب تأیید شود. فرد مبتلا به افتادگی پا به سختی می‌تواند بر پاشنه راه برود زیرا نمی‌تواند پنجهٔ پا را از زمین بلند کند؛ بنابراین یک آزمایش ساده مانند راه رفتن بر روی پاشنه یا جمع کردن پا (دورسی‌فلکشن) ممکن است تشخیص را تعیین کند. میزان تحرک توسط مقیاسی از ۰ تا ۵ اندازه گرفته می‌شود که عدد ۰ بیانگر فلج کامل و عدد ۵ بیانگر تحرک کامل است.
آزمایش‌های دیگری وجود دارند که ممکن است به تعیین علت زمینه‌ای این تشخیص کمک کنند. چنین آزمایش‌هایی شامل ام‌آرآی، ام‌آراِن (نوروگرافی با ام‌آرآی) یا نوار عصب و عضله است که از طریق آن‌ها می‌توان اعصاب آسیب‌دیده و مناطق اطراف این اعصاب را ارزیابی کرد. عصبی که با ماهیچه‌های پا فرمان بلند کردن پا را می‌دهد عصب پرونئال است. این عصب ماهیچه‌های قدامی پا که باعث دورسی‌فلکشن مچ پا می‌شوند را عصب‌رسانی می‌کند. ماهیچه‌هایی که در بازکردن مچ پا (پلانتارفلکشن) نقش دارند توسط عصب تیبالی عصب‌رسانی می‌شوند و اغلب در حضور افتادگی پا دچار گرفتگی می‌شوند. ماهیچه‌هایی که از چرخش بیش‌ازحد مچ پا به سمت خارج (سوپینیشن) جلوگیری می‌کنند نیز توسط عصب پرونئال عصب‌رسانی می‌شوند و وجود ضعف در این ماهیچه‌ها نیز غیرمعمول نیست. سوزن‌سوزن شدن (پاراستیزیا) در بخش پایینی پا به ویژه در بالای مچ و مچ پا نیز ممکن است در برخی از موارد همراه با افتادگی پا وجود داشته باشد.
نوعی تمرین متداول زانو زدن در یوگا (دو زانو نشستن) سبب نوعی از افتادگی پا می‌شود که به آن افتادگی پا ناشی از یوگا گفته می‌شود.

## درمان

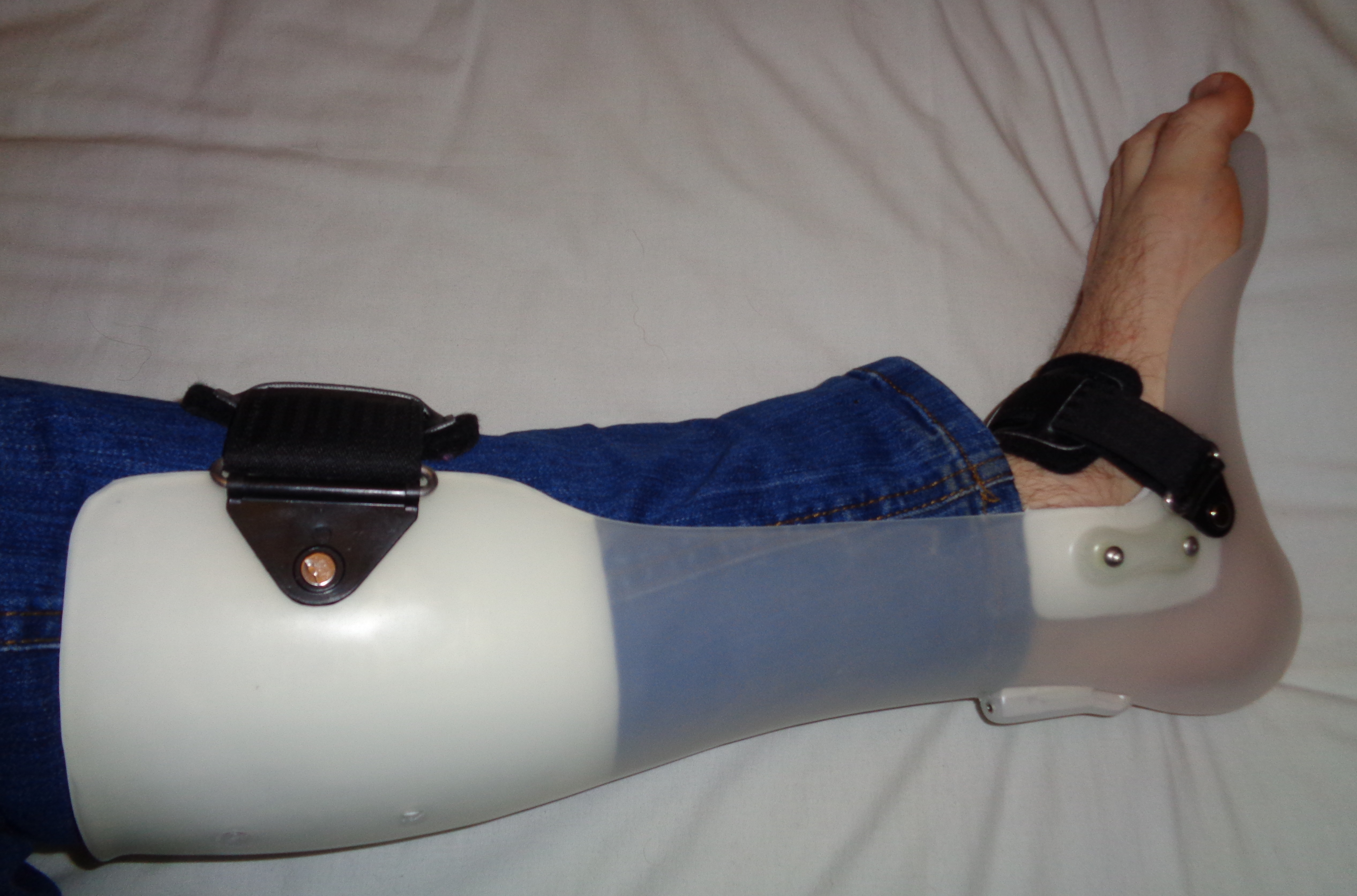
ارتز مچ پا (AFO) نوعی ارتز برای حمایت از مچ پا است که در افتادگی پا استفاده می‌شود.

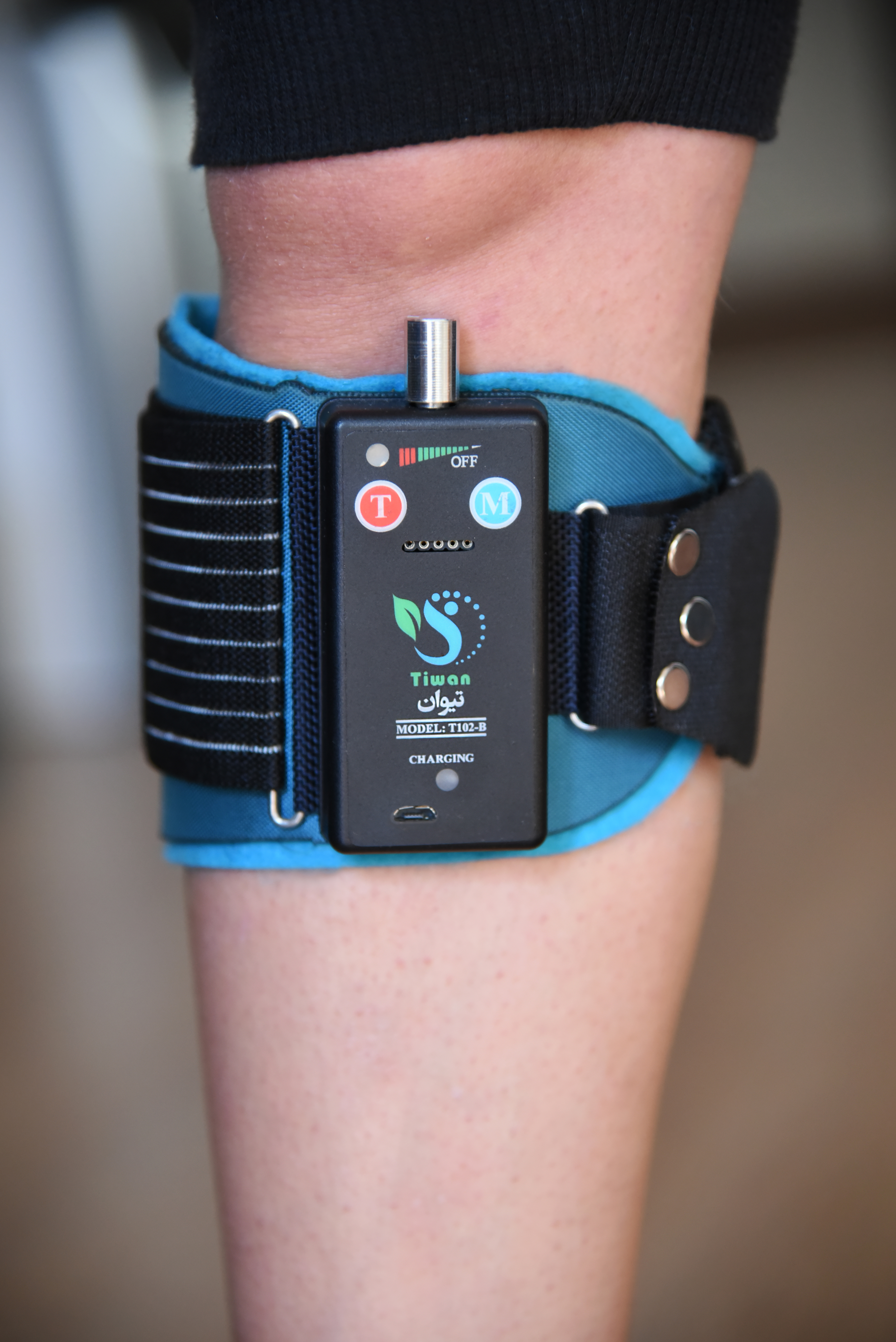
دستگاه تیوان بر روی پا و در زیر زانوی بیماران ام اس، سکته و… نصب می‌گردد و دراپ فوت و اسپاسم را برطرف می‌کند.

جدیدترین و موثرترین روش درمان فوت دراپ و اسپاستیسیتی جهت بیمارانی با سیستم اعصاب محیطی سالم مانند بیماران ام اس MS، سکته CVA، همی پلژی، فلج مغزی CP و سایر بیماری‌های مشابه استفاده از تحریک الکتریکی کارکردی (FES) می‌باشد. در این روش از جریان الکتریکی برای فعال کردن اعصاب منتهی به اندام‌های فلج شده استفاده می‌کند. این روش در فلج ناشی از آسیب طناب نخاعی، ضربه به سر (مغز)، سکتهٔ مغزی و دیگر اختلالات عصبی استفاده می‌شود.
در درمان افتادگی پا باید اختلال اساسی که سبب بروز افتادگی پا می‌شود درمان شود. به عنوان مثال اگر فتق دیسک بین‌مهره‌ای در قسمت پایین کمر به اعصاب منتهی به پا فشار وارد می‌کند و سبب افتادگی پا می‌شود، باید فتق دیسک درمان شود. اگر افتادگی پا ناشی از آسیب عصبی محیطی باشد اغلب پنجرهٔ زمانی بین ۱۸ ماه تا ۲ سال برای بهبود توصیه می‌شود. اگر به وضوح هیچ‌گونه بهبودی در عملکرد عصبی حاصل نشود گزینهٔ جراحی برای بازسازی یا پیوند عصب در نظر گرفته می‌شود. اگرچه نتایج به دست آمده از این روش همواره یکسان نیستند.
درمان‌های غیرجراحی برای تنگی مجرای نخاعی شامل یک برنامهٔ ورزشی مناسب است که توسط فیزیوتراپیست تهیه شده است. ضمناً فعالیت‌های بیمار باید تغییر کند (از فعالیت‌هایی که موجب تشدید و پیشرفت علائم تنگی نخاعی می‌شوند جلوگیری شود) و از تزریق اپیدورال و داروهای ضدالتهابی مانند ایبوپروفن یا آسپیرین استفاده کند. در صورت لزوم از جراحی دکامپرشن که کمترین آسیب را برای ساختارهای طبیعی داشته باشد استفاده می‌شود تا از فشار بر اعصاب کاسته شود.

درمان‌های غیرجراحی برای افتادگی پا بسیار شبیه درمان‌های غیرجراحی توصیف شده برای تنگی مجرای نخاعی است. از جراحی جوش دادن مهره‌ها ممکن است برای بهبود عملکرد بیماران و کاهش درد نیز استفاده شود. 

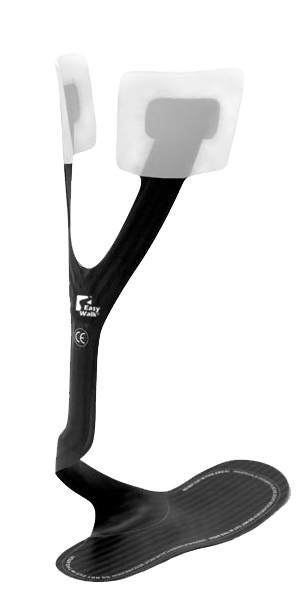
ارتز دینامیک پیشرفته برای افتادگی پا

تقریباً نیمی از تمام شکستگی‌های مهره‌ای بدون درد قابل توجهی در کمر (پشت) رخ می‌دهند. اگر داروهای مسکن، فعالیت فیزیکی و اُرتز به بهبود شکستگی کمک نکنند می‌توان از دو روش کم‌تهاجمی ورتبروپلاستی و کیفوپلاستی استفاده کرد.
مچ پا را می‌توان با ارتزهای سبک از جنس پلاستیک (یا مواد الاستیک نرم‌تر) ثابت نگه داشت تا از افتادگی پا جلوگیری شود. علاوه بر این کفش فرد را می‌توان به بِریس‌های فنری متداول مجهز کرد. ورزش منظم نیز معمولاً تجویز می‌شود.